# Scytodes vieirae
Espèce
Scytodes vieirae est une espèce d'araignées aranéomorphes de la famille des Scytodidae.

## Distribution
Cette espèce est endémique du Brésil. Elle se rencontre en Acre et en Amazonas.

## Description
Le mâle holotype mesure 3,75 mm.

## Étymologie
Cette espèce est nommée en l'honneur de Rosamary Silva Vieira.

## Publication originale
- Rheims & Brescovit, 2000 : Six new species of Scytodes Latreille, 1804 (Araneae, Scytodidae) from Brazil. Zoosystema, vol. 22, no 4, p. 719-730 (texte intégral).